# 拉伊夫卡 (盧漢斯克區)
48°41′8″N 39°10′54″E / 48.68556°N 39.18167°E
拉伊夫卡（烏克蘭語：Раївка）是位於烏克蘭東部的村莊，由盧甘斯克州卢甘斯克区的卢汉斯克市镇負責管轄。該村始建於1756年，面積0.76平方公里，海拔高度44米，2001年人口266，人口密度每平方公里350.5人。